# Hannó (fill de Bomílcar)
Hannó (en púnic, 𐤇𐤍𐤀, ḥn’ 'graciós'; grec antic: Ἄννων, llatí: Hanno), fill de Bomílcar, fou un dels més distingits oficials d'Hanníbal, el gran general, en la seva expedició a Itàlia. Segons Apià era nebot d'Hanníbal, cosa que, per l'edat i pel que diu Polibi, resulta gairebé impossible. En tot cas, fou un militar i personatge d'alt rang, i fill d'un dels sufets de Cartago, segons Polibi. Pertanyia a la família dels bàrcides, en tant que sa mare era la filla gran d'Hamílcar Barca.
És esmentat per primer cop al pas del Roine, quan Hanníbal li va encarregar travessar el riu més amunt d'on havia de fer el pas per la travessa; Hannó ho va fer així, i va baixar pel riu a l'altra riba i va atacar als gals de la zona (que obstaculitzaven Hanníbal) per l'esquena, els va derrotar, i així la resta de l'exèrcit va poder creuar sense oposició.
Torna a aparèixer a la batalla de Cannes el 216 aC, en què dirigia l'ala dreta dels cartaginesos; després de la victòria, Hanníbal el va enviar a Lucània en ajut dels lucans revoltats; aquí es va enfrontar l'any següent (215 aC) amb les forces romanes sota Tiberi Semproni Llong, que el van derrotar a Grument i es va haver de retirar al Brútium. Apià afegeix que va dirigir el setge de Petèlia (it) (216-215 aC), mentre que Titus Livi l'atribueix a cert Himilcó, i Polibi, que també narra els fets, no esmenta cap nom.
Abans de l'estiu, Bomílcar s'hi va afegir amb els reforços enviats de Cartago, que va establir amb seguretat a la rodalia de Nola. Hanníbal va tractar de conquerir Nola, però no se'n sortí, i finalment es va retirar als seus quarters d'hivern a Apúlia, deixant Hannó al Brútium per assolir el govern amb les forces que tenia ja d'abans. Els brucis es van declarar favorables a Cartago però, en canvi, les ciutats gregues eren favorables a Roma, i només Locres els va seguir.
Hannó va ocupar Crotona i, a la primavera del 214 aC, va avançar cap a la Campània per ajudar Hanníbal amb 18.000 homes, principalment brucis i lucans. Quan era prop de Benevent, es va trobar amb el pretor Tiberi Grac i, després d'un obstinat combat, fou derrotat. Com a conseqüència, es va retirar al Brútium, cosa estratègicament inadequada.
El 213 aC es va enfrontar amb una força irregular reclutada pel romà Luci Pomponi, que va derrotar i dispersar. El 212 aC, Hanníbal li va ordenar avançar amb provisions cap a Càpua, que els romans assetjaven; Hannó, tot i el delicat estat de la situació, va acomplir la tasca i va arribar amb el seu exèrcit fins a Benevent, però la negligència dels capuesos, que no van facilitar el transport, va retardar l'arribada dels subministraments, i els romans van aprofitar la situació per aprofitar-se de part dels materials i fins i tot van atacar el campament d'Hannó, que fou saquejat. Hannó va poder escapar amb les restes del seu exèrcit cap al Brútium, on poc després va compensar la seva derrota amb la conquesta de Turis.
Durant un temps no torna a aparèixer a les cròniques. El 207 aC, Hannó apareix com a comandant de Metapont. El 203 aC, un Hannó fou nomenat com a successor d'Hasdrúbal Giscó com a comandant d'Àfrica, i probablement és el mateix personatge. En la darrera fase de la guerra, després que Escipió derrotàs Hasdrúbal i Sífax, va assumir el comandament de les maniobres. Va ordir un pla per calar foc al campament d'Escipió, però el projecte fou descobert i no es va poder portar a terme. Més tard, sembla que va romandre sense activitat, esperant el retorn d'Hanníbal d'Itàlia, i quan va arribar el gran general, fou rellevat en el comandament per Anníbal. Ja no torna a ser esmentat.